# Żyrów
Żyrów – wieś sołecka  w Polsce położona w województwie mazowieckim, w powiecie grójeckim, w gminie Chynów. Leży nad rzeką Kraską.
W Średniowieczu wieś znajdowała się przy drodze łączącej Grójec z Czerskiem, która przebiegała prawym brzegiem Molnicy, przez Żyrów, Drwalew, Staniszewice. Obecnie leży przy trasie 50 – Sochaczew, Grójec, Góra Kalwaria, Mińsk Mazowiecki.
W 1576 r. wieś należała do parafii Prażmów, leżącej w granicach powiatu grójeckiego w ziemi czerskiej,
W roku 1603 – dziesięcina z tej wsi należała do rektora szkoły w Prażmowie, którą zbierał proboszcz i mu wypłacał.
W 1929 roku wieś należała do Gminy Drwalew. We wsi był majątek ziemski o pow 76 ha – wł. Eugeniusz Przeobrażeński. Działało Mleczarskie Stowarzyszenie. Po majątku zachował się park w stylu angielskim z przełomu XIX/XX w.
W latach 1975–1998 miejscowość administracyjnie należała do województwa radomskiego.